# Посольство Ливии в Беларуси
Посо́льство госуда́рства Ли́вия в Респу́блике Белару́сь (араб. سفارة دولة ليبيا في جمهورية بيلاروس‎, бел. Пасольства Дзяржавы Лівія ў Рэспубліцы Беларусь) — дипломатическая миссия Ливии в Белоруссии, расположенная в Минске. Посольство открылось ещё в период правления Муаммара Каддафи. В период гражданской войны в Ливии здание дипмиссии стало объектом споров между противоборствующими ливийскими фракциями.

## История
Ливийское посольство открылось 1 апреля 2001 года. Первым временным поверенным в делах с республикой был назначен Усам аль-Джамиль. В то время страна официально называлась Великая Социалистическая Народная Ливийская Арабская Джамахирия, а её лидером бессменно с 1969 года являлся Муаммар Каддафи.
В 2011 году против действующих ливийских властей вспыхнули массовые протесты и беспорядки, которые позже переросли в гражданскую войну. 22 августа посольство в Минске официально перешло на сторону противников Каддафи, сменив флаг с правительственного на повстанческий. Дипломаты уведомили об этом белорусскую сторону по телефону, представившись как «Народное бюро Ливии». Белоруссия, которая поддерживала действующие власти и не признавала повстанческое правительство, как сообщил пресс-секретарь МИД Андрей Савиных, сохранила дипмиссию в интересах тех белорусских граждан, что всё ещё находились в воюющей стране. По словам дипломата, посольство осуществляло мониторинг событий в Ливии и поддерживало тесные контакты с другими дипломатическими представительствами.
В 2014 году начинается новый этап гражданской войны. Основными участниками конфликта стали два правительства — в Триполи и Тобруке. Первое возглавлял Фаиз Сарадж. Он был официально признан главой государства в ООН и пользовался поддержкой Турции и некоторых западных стран. Вторым руководил Агила Салах Иса, имевший дружественные отношения с фельдмаршалом Халифа Хафтаром. Их альянс поддерживали Франция, Россия, ОАЭ и Египет.
В Белоруссии присутствовали представители от обеих сторон, но здание посольства и непосредственную работу с белорусским правительством имели только сторонники тобрукских властей. В июне 2020 года бывший военный атташе, у которого закончились полномочия, решил присягнуть Фаизу Сараджу. Он украл со счёта посольства несколько миллионов долларов и нанял граждан Белоруссии для осуществления захвата дипмиссии.
Первый инцидент произошёл в июле того же года, когда на территории дипмиссии был избит временный поверенный Мухаммад Истейта. После этого посольство наняло для своей защиты российскую ЧВК «РСБ-Групп». Ранним утром 27 августа порядка 27 нанятых белорусов и три представителя от правительства Сараджа, в том числе временный поверенный Эмхимед Маграви, перелезли через забор и начали вредить имуществу ливийской миссии. Вскоре здесь началась массовая драка, а работники соседнего посольства Молдавии вызвали милицию. Появление правоохранителей приостановило штурм, и ближе к полудню сторонники Сараджа покинули здание. Тем не менее, они не оставили попыток захватить дипмиссию. В декабре конфликт вновь обострился, когда сотрудники «РСБ-Групп» перешли на сторону властей в Триполи, причиной чему стал разрыв контракта об охране посольства со стороны тобруских дипломатов. В ночь с 19-го на 20-го декабря была осуществлена новая попытка штурма, но прибытие милиции вновь предотвратило захват здания.

## Расположение
Здание посольства находится в Ленинском районе по адресу улица Белорусская, дом 4. С северной стороны к нему примыкает молдавская дипмиссия, а с восточной, через дорогу, расположен Ляховский сквер, где находится «стена Цоя». Рядом есть стадион «Динамо» и одноимённая остановка общественного транспорта. Близлежащими станциями метро являются «Площадь Ленина» и «Первомайская».